# سابورو ایواموتو
سابورو ایواموتو (ژاپنی: 岩本 三郎؛ زادهٔ ۱۴ ژانویهٔ ۱۹۶۹) یک بازیکن فوتبال اهل ژاپن است.
از باشگاه‌هایی که در آن بازی کرده‌است می‌توان به باشگاه فوتبال جف یونایتد چیبا اشاره کرد.